# Anthela consuta
Anthela consuta is een vlinder uit de familie van de Anthelidae. De wetenschappelijke naam van de soort is voor het eerst geldig gepubliceerd in 1899 door Lucas.